# Eurovision Dance Contest 2007
Eurovision Dance Contest 2007 blev holdt i Storbritannien. Det var første gang Eurovision Dance Contest blev holdt.

## Deltagere
| DNr. | Land           | Dansere                                      | Danse Stil                                       | Plads | Point |
| ---- | -------------- | -------------------------------------------- | ------------------------------------------------ | ----- | ----- |
| 1    | Schweiz        | Denise Biellmann & Sven Ninnemann            | Paso Doble and Swing                             | 16    | 0     |
| 2    | Rusland        | Mariya Sittel & Vladislav Borodinov          | Rumba and Paso Doble                             | 7     | 72    |
| 3    | Holland        | Alexandra Matteman & Redmond Valk            | Cha-Cha-Cha and Rumba                            | 12    | 34    |
| 4    | Storbritannien | Camilla Dallerup & Brendan Cole              | Rumba and Freestyle                              | 15    | 18    |
| 5    | Østrig         | Kelly Kainz & Andy Kainz                     | Jive and Paso Doble                              | 6     | 74    |
| 6    | Tyskland       | Wolke Hegenbarth & Oliver Seefeldt           | Samba and Freestyle                              | 8     | 59    |
| 7    | Grækenland     | Ourania Kolliou & Spiros Pavlidis            | Jive and Sirtaki                                 | 13    | 31    |
| 8    | Litauen        | Gabrielė Valiukaitė &Gintaras Svistunavičius | Paso Doble and Traditional Lithuanian Folk Dance | 11    | 35    |
| 9    | Spanien        | Amagoya Benlloch & Abraham Martinez          | Cha-Cha-Cha and Paso Doble                       | 10    | 38    |
| 10   | Irland         | Nicola Byrne & Mick Donegan                  | Jive and Fandango                                | 3     | 95    |
| 11   | Polen          | Katarzyna Cichopek & Marcin Hakiel           | Cha-Cha-Cha and Showdance                        | 4     | 84    |
| 12   | Danmark        | Mette Skou Elkjær & David Jørgensen          | Rumba and Showdance                              | 9     | 38    |
| 13   | Portugal       | Sónia Araújo & Ricardo Silva                 | Jive and Tango                                   | 5     | 74    |
| 14   | Ukraine        | Yulia Okropiridze & Illya Sydorenko          | Quickstep and Showdance                          | 2     | 121   |
| 15   | Sverige        | Cecilia Ehrling & Martin Lidberg             | Paso Doble and Disco                             | 14    | 23    |
| 16   | Finland        | Katja Koukkula & Jussi Väänänen              | Rumba and Paso Doble                             | 1     | 132   |